# BTS nella cultura di massa

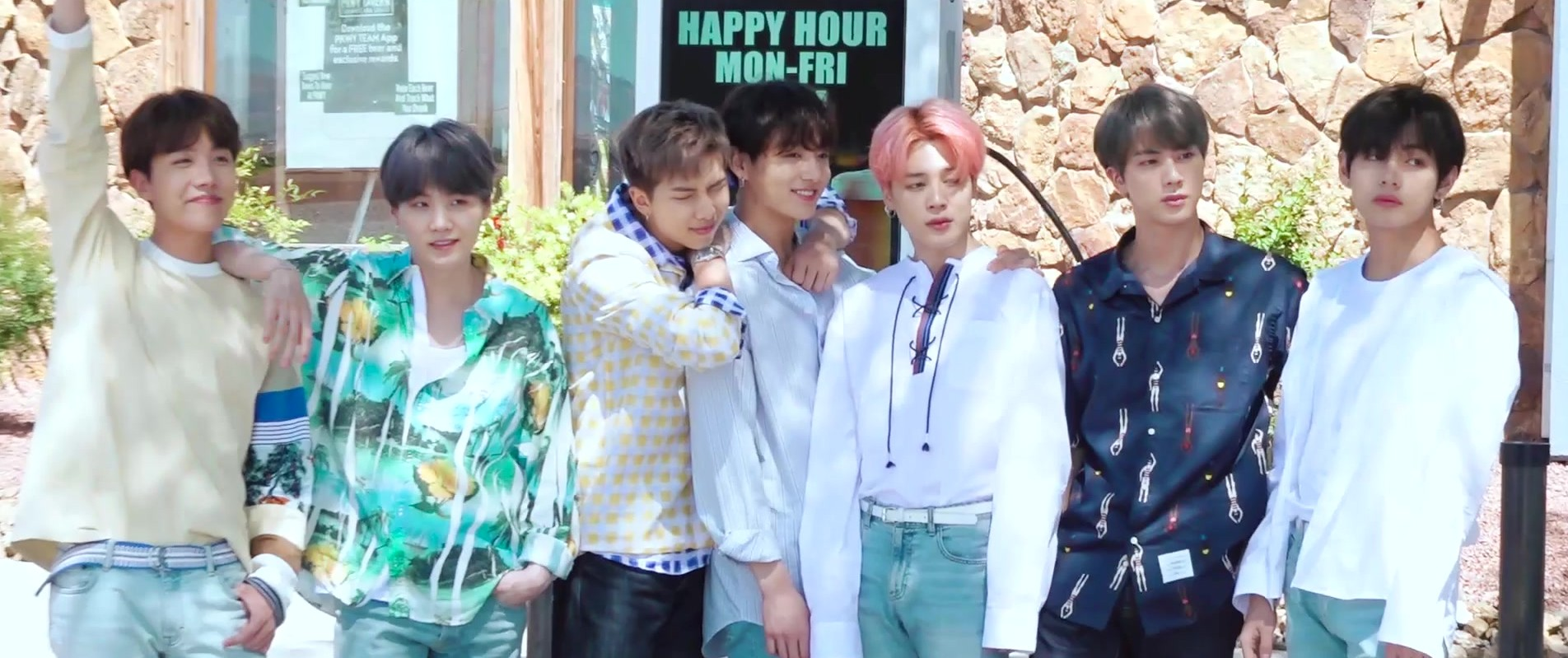
I BTS nel 2019. Da sinistra: J-Hope, Suga, RM, Jungkook, Jimin, Jin e V.

Nel corso della loro carriera, i BTS si sono distinti, oltre che per la loro musica, anche per le loro attività in diversi ambiti e il loro impatto culturale sia locale che globale.

## Impatto culturale
I BTS sono stati descritti da Forbes come "indubbiamente il nome K-pop più grande e di maggior successo al mondo", in grado di "fare cose che non riescono a nessun altro dello stesso genere", mentre Silvio Pietroluongo, vicepresidente anziano di Billboard, li ha definiti influenti quanto Beatles e The Monkees. Nel 2019 il New York Post li ha inseriti nella top 10 delle boy band più importanti di sempre. L'anno seguente hanno ricevuto l'Innovator Award in campo musicale dal Wall Street Journal, e Billboard li ha scelti come popstar più grande del 2020.
La band ha generato una frenesia sociale globale che è stata equiparata alla Beatlemania. I loro fan, noti come ARMY (아미?, AmiLR, acronimo di Adorable Representative M.C for Youth, lett. "adorabili rappresentanti portavoce della gioventù"), hanno attirato l'attenzione di media e pubblico per la loro estrema coesione e passione. Piuttosto che limitarsi a consumare i contenuti pubblicati dai BTS, gli ARMY hanno formato una nuova cultura dei fan diventando dei "prosumer", interpretando e interiorizzando i valori contenuti nella musica della band. Inizialmente composto da un'elevata percentuale di adolescenti e ventenni, il fandom si è diffuso rapidamente in altre fasce, includendo generi, età, etnie e nazionalità differenti, membri della comunità LGBTQ ed intellettuali.
Primi musicisti non anglofoni a entrare nella Global Artist Chart della IFPI, nel 2018 hanno firmato il secondo e il terzo album più venduti a livello globale, e sono stati inoltre il secondo artista con il maggior numero di vendite mondiali dopo Drake. Insieme a questi e ad Ariana Grande, sono stati citati tra gli artisti chiave che in quell'anno hanno spinto le vendite di musicale globale a 19 miliardi di dollari, un profitto che non si registrava dall'avvento degli acquisti digitali nel 2006. Nel 2019 sono figurati nuovamente nella Global Artist Chart in posizione 7, mentre nel 2020 e nel 2021 in prima posizione. Nel 2020 hanno piazzato due dischi nella classifica degli album di maggior successo a livello globale, con Map of the Soul: 7 al primo posto, e hanno fatto la loro prima apparizione nella classifica dei brani musicali in decima posizione.

Il settetto è stato la celebrità più twittata al mondo sia nel 2017 che nel 2018, e la sesta persona più twittata del 2020. Il Time li ha inclusi nella lista delle venticinque persone più influenti su Internet dal 2017 al 2019. li ha messi sulla copertina di un'edizione globale nell'ottobre 2018 come "leader della prossima generazione" e li ha nominati nella lista Time 100 delle persone più influenti del 2019. Sono apparsi nell'elenco delle 50 persone più insigni del 2018 di Bloomberg Markets, e nel 2019 si sono posizionati 43esimi nella lista annuale di Forbes degli artisti più pagati al mondo, avendo incassato oltre 57 milioni di dollari nei dodici mesi precedenti. Sono figurati inoltre al primo posto nell'elenco dei Leader del futuro globale sostenibile stilato dall'associazione per gli SDG delle Nazioni Unite.

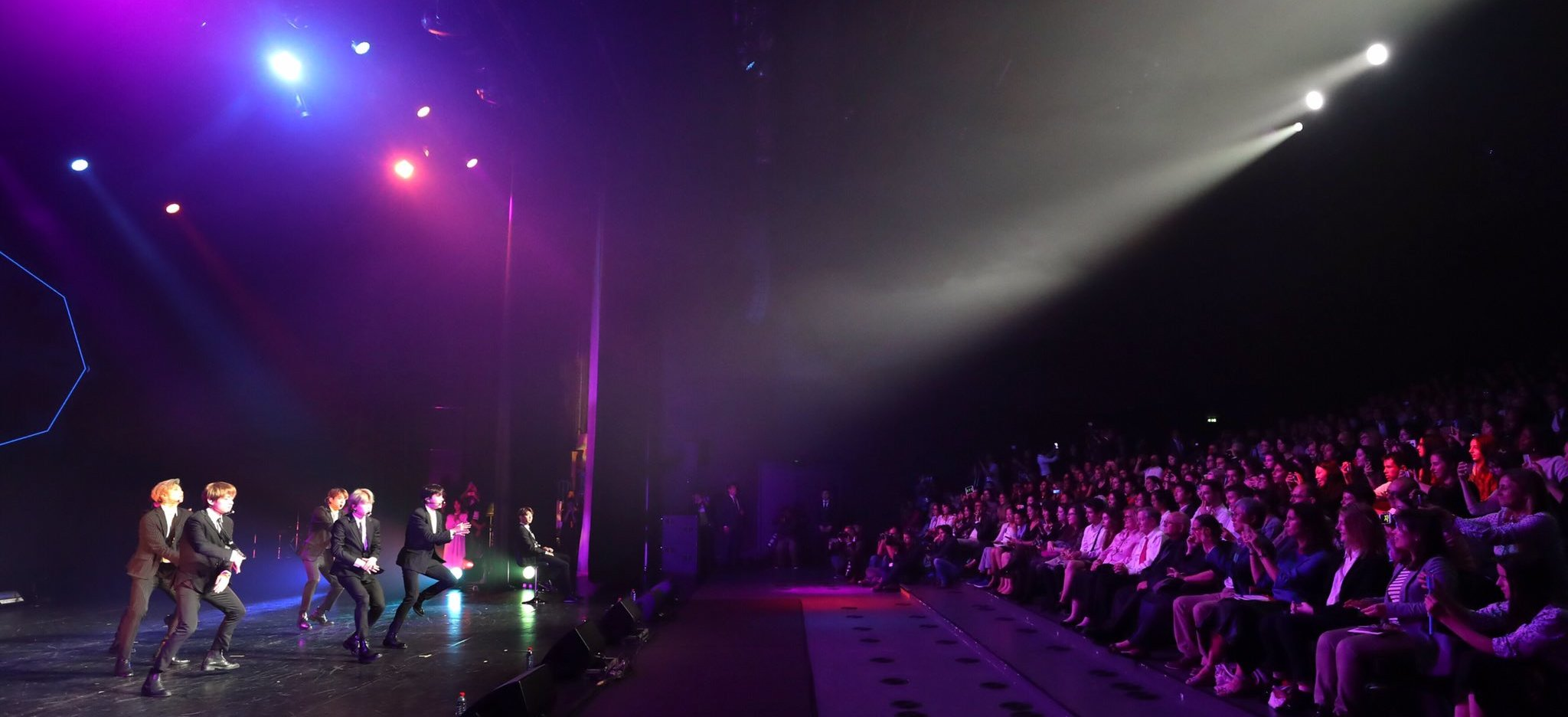
I BTS si esibiscono al Korea-France Friendship Concert, 14 ottobre 2018.

Nell'ottobre 2018 si sono esibiti davanti a 400 funzionari, incluso il presidente sudcoreano Moon Jae-in, al Korea-France Friendship Concert in Paris, un summit per mostrare i rapporti amichevoli tra Francia e Corea del Sud. Sono stati tra i principali fautori della terza ondata di hallyu, e nel 2019 Moon Hee-sang, presidente dell'Assemblea nazionale, ha attribuito i risultati della sua visita diplomatica sul Mar Nero alla loro reputazione, affermando che "i BTS stanno facendo la maggior parte del nostro lavoro".

### America del Nord
I BTS sono stati pionieri di una nuova hallyu nel continente anglo-americano, incrementando la consapevolezza verso il K-pop e facilitando l'ingresso della musica sudcoreana nel mercato statunitense. Nel 2018 hanno rappresentato il 72,7% delle unità equivalenti all'album generate nel 2018 da diciassette artisti K-pop negli Stati Uniti.
In California, il gruppo ha portato un insegnante ad aprire nella propria scuola il primo corso del Paese di Cultura e società coreano-americana.
Nel 2021 è stata registrata una crescita marcata nell'influenza della Corea negli Stati Uniti, con un salto di tredici posti rispetto all'anno precedente, figurando quindicesima. Ciò è stato attribuito alla crescente influenza dei BTS nel Paese. Per questo, il gruppo ha cominciato ad essere definito uno dei soft power della Corea del Sud dalla stampa politica.

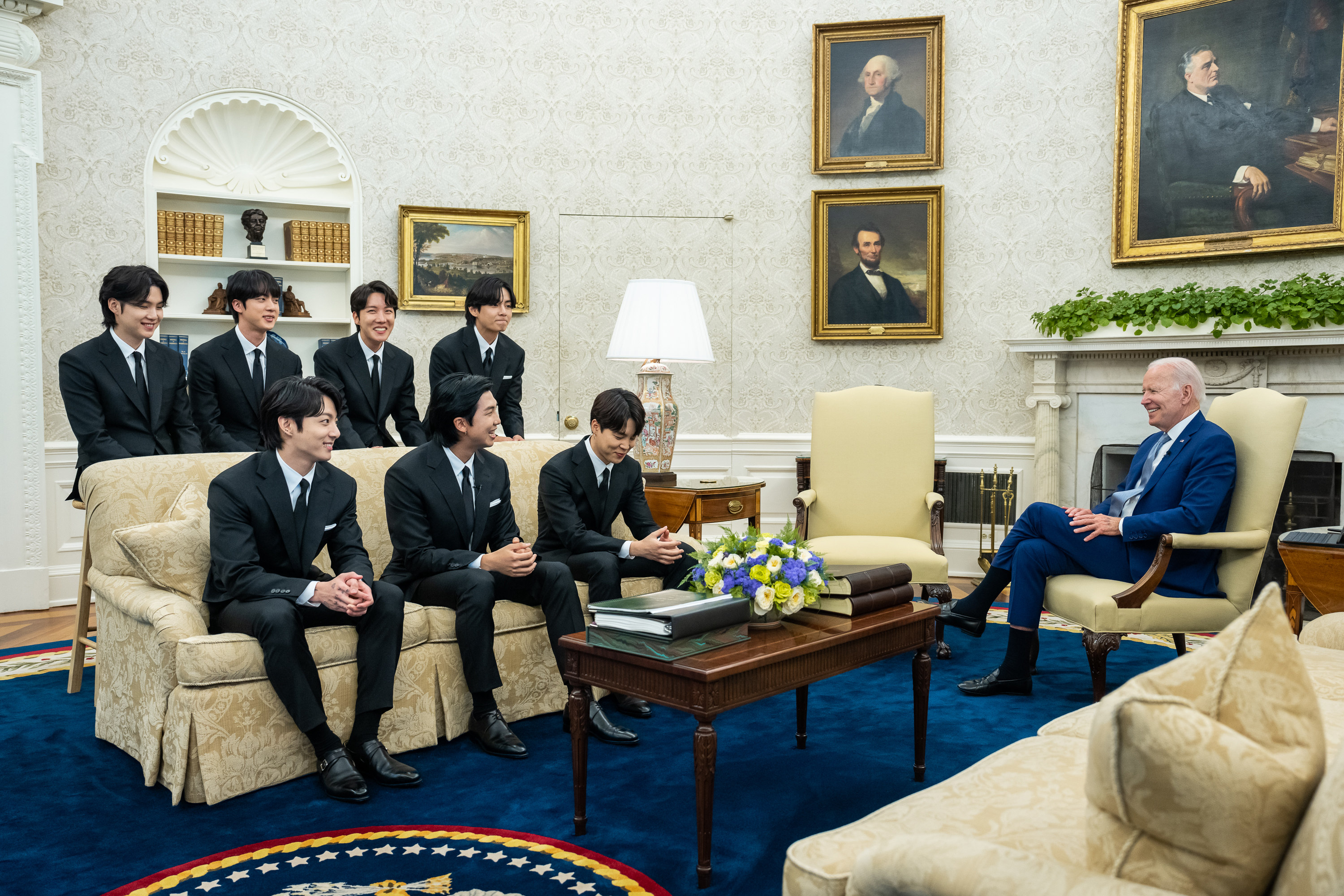
La band con il Presidente statunitense Joe Biden, 31 maggio 2022.

Il 31 maggio 2022 si sono incontrati con il Presidente Joe Biden alla Casa Bianca per discutere dei crimini d'odio e della discriminazione contro gli asiatici, oltre che d'inclusione e diversità.

### Asia
Durante la pandemia di COVID-19, la hallyu ha colpito l'India, guidata dai BTS e da serie come Crash Landing on You e Squid Game. Nel giugno 2021, il lancio del BTS Meal di McDonald's in collaborazione con la band ha causato la chiusura dei ristoranti della catena in Indonesia perché l'afflusso di clienti violava i regolamenti anti-COVID.

#### Corea del Nord
Nonostante la rigida repressione del K-pop in Corea del Nord, i BTS hanno riscosso popolarità tra i giovani del Paese: secondo una fonte privata, ciò sarebbe dovuto ai testi sull'amor proprio, un concetto inedito tra i nordcoreani poiché vengono indottrinati a dare tutto per la nazione. Nel 2020, dei soldati nordcoreani sono stati sorpresi a festeggiare ballando Blood Sweat & Tears, e l'anno successivo alcuni studenti sono stati indagati per averla cantata all'aperto. La propaganda governativa ha perciò iniziato a chiamare i gruppi coreani come i BTS "schiavi" e a sostenere che avessero "vite miserabili".

#### Corea del Sud
Forbes Korea li ha posti come quinta celebrità più prestigiosa del Paese nel 2017 e come prima, invece, nel 2018. Per il loro contributo alla diffusione della cultura e della lingua coreane, nell'ottobre 2018 hanno ricevuto l'Ordine al merito culturale assegnato dal governo della Corea del Sud. In seguito il Ministero per la cultura, lo sport e il turismo ha consegnato al gruppo una lettera di apprezzamento per aver mostrato al mondo la cultura tradizionale coreana reinterpretandola nella propria musica. La loro canzone Sea ha influenzato la mostra del 2019 "Square" di Kang Soo-jung al Museo di arte moderna e contemporanea di Seul.
Nella prima metà del 2019 sono stati responsabili del 41,9% delle vendite di album in Corea del Sud, in aumento del 25,3% rispetto all'anno precedente. Choi Kwang-ho, segretario generale della Korea Music Content Association, ha attribuito loro un ruolo leader nell'espansione del mercato degli album in Corea del Sud, portandolo a occupare, nel 2020, una dimensione dieci volte maggiore rispetto al 2010. La loro popolarità ha accresciuto la consapevolezza verso gli artisti K-pop loro contemporanei, creando un effetto a cascata che ne ha accresciuto le vendite.
Nel 2019 il presidente Moon Jae-in li ha menzionati nell'annuncio delle sue "tre grandi strategie d'innovazione dell'industria dei contenuti", citandoli come pionieri di un modello innovativo di business fondato sulla comunicazione diretta con i fan.
Nel 2020 sono stati insigniti del premio James A. Van Fleet per l'apporto dato alla promozione dei rapporti tra Corea del Sud e Stati Uniti.
Il 21 luglio 2021, Moon Jae-in li ha nominati inviati presidenziali speciali, titolo per il quale hanno partecipato a incontri internazionali come la 76ª assemblea generale delle Nazioni Unite e hanno preso parte a diverse attività su temi come ambiente, povertà, disuguaglianza e rispetto della diversità nel corso di una settimana di viaggio diplomatico negli Stati Uniti alla fine del successivo settembre.

#### Filippine
Nel 2021, il parlamentare Alan Peter Cayetano ha creato un'alleanza politica dal nome "BTS sa Kongreso" (BTS al Congresso) per sensibilizzare su una modifica costituzionale che voleva vedere implementata. Nonostante le reazioni negative, Cayetano ha ritenuto l'iniziativa un successo, essendo diventata virale su Internet e avendo ricevuto il sostegno di alcuni fan del gruppo.

#### Giappone
In Giappone il gruppo ha espanso il fandom della hallyu a tutte le fasce d'età facendo diventare la cultura coreana mainstream.
Alcuni gruppi sono maschili sono stati modellati sui BTS, come i King & Prince e i Ballistik Boyz.

## Impatto commerciale
Il gruppo ha contribuito a rivitalizzare l'economia sudcoreana. Accreditati dal Korea Customs Service e dalla Korea Foundation come causa preminente del drastico aumento nel biennio 2016-2018 dell'onda coreana e degli acquisti online di prodotti K-pop, sono stati identificati dalla Banca di Corea come una delle principali forze che avevano riportato il settore musicale sudcoreano ai livelli precedenti la messa al bando da parte della Cina dei prodotti culturali coreani in seguito al peggioramento delle relazioni diplomatiche nel 2016, facendo arrivare la bilancia dei pagamenti per la musica e l'intrattenimento del primo trimestre 2019 a 114,7 milioni di dollari. Kim Yung-duk, vicepresidente e direttore operativo della Korea Creative Content Agency, ha affermato che il K-pop fosse "andato alle stelle" in seguito all'impennata della popolarità dei BTS, creando posti di lavoro anche per altri idol.

La locuzione "effetto BTS" è stata coniata e usata da vari media ogniqualvolta una compagnia ha ricavato dei profitti dalle attività del gruppo, ad esempio quando il numero dei conti di risparmio della banca KB è aumentato di sei volte rispetto all'anno precedente in seguito all'assunzione dei BTS come testimonial, e quando la loro presenza al primo posto della Billboard 200 ha fatto salire il valore delle azioni delle agenzie di spettacolo sudcoreane nei cinque giorni successivi. L'effetto è stato osservato anche con altre compagnie legate ai BTS, come Netmarble, NetMark, Soribada, Key Shares, GMP, Diffie, Mattel e Bodyfriend. La società di analisi dati SM2 Networks ha stimato che l'endorsement firmato con i BTS nel 2018 abbia fruttato 600 miliardi di won a Hyundai Motor, la quale, a causa del contratto con il gruppo, ha faticato a stare al passo con gli ordini, avendone ricevuto un numero quasi doppio rispetto al previsto. Le vendite lorde internazionali di Mattel sono cresciute del 10%, arrivando a 721,7 milioni di dollari, grazie alla commercializzazione delle bambole basate sul gruppo.

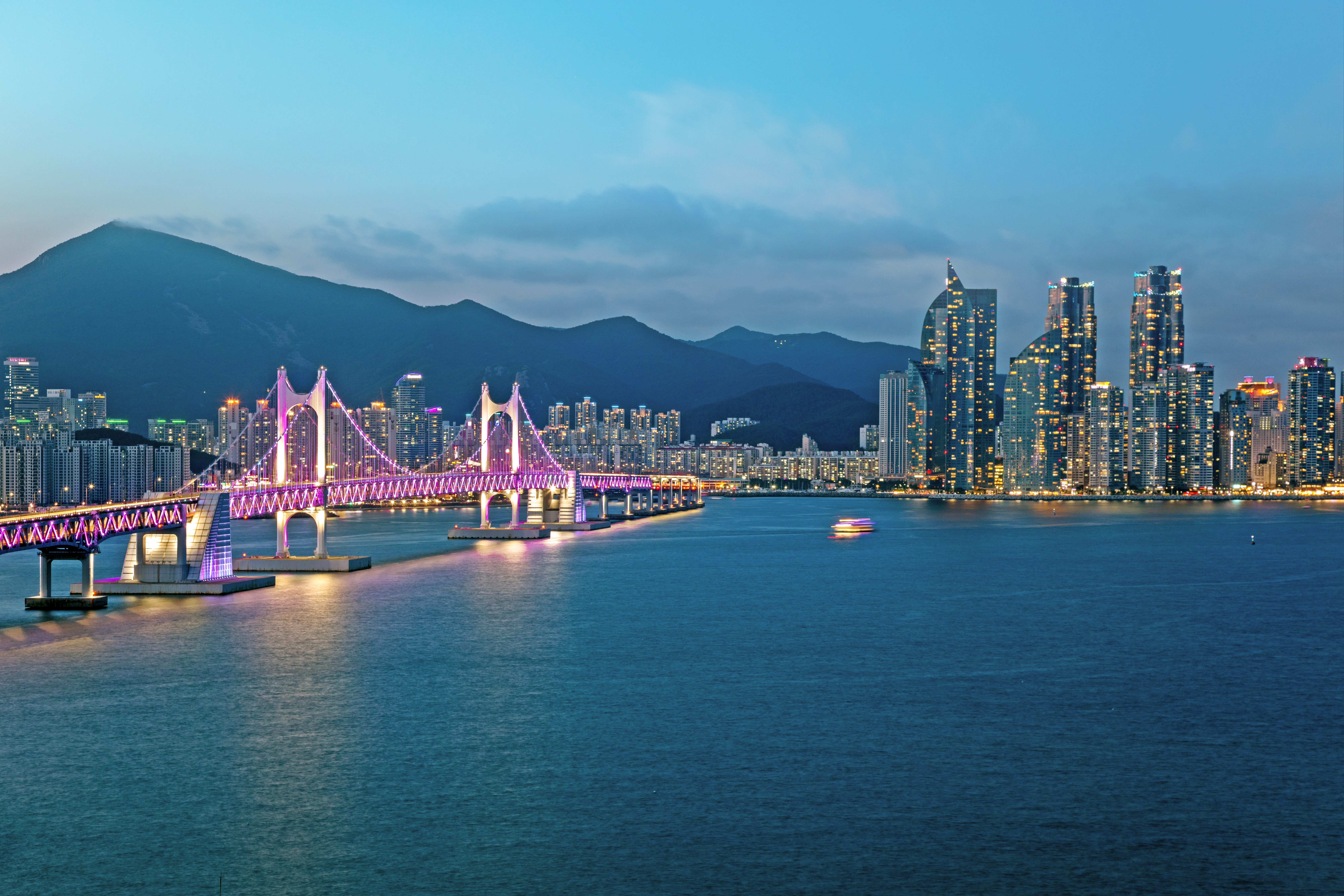
Il ponte Gwangan di Pusan illuminato di viola in occasione dell'incontro dei BTS con i propri fan, giugno 2019.

Nel dicembre 2018 lo Hyundai Research Institute ha calcolato che il gruppo contribuisse per 4,14 bilioni di won all'economia sudcoreana. A giugno 2019 la stima è stata rivista a oltre 5,5 bilioni all'anno, superiore a quella di 35 aziende di media grandezza e pari allo 0,3% del PIL 2018 della Corea del Sud, una percentuale paragonabile a quella di Korean Air (0,7%). Ciò ha portato alla coniazione del termine "BTS Economy" (방탄 이코노미?, Bangtan ikonomiLR). I due giorni di incontri con i fan tenuti dai BTS a Seul e Pusan nel luglio 2019 hanno generato un effetto economico totale di 481 miliardi di won, pari all'1,6% del PIL 2018 di Pusan e allo 0,9% di quello di Seul; i tre giorni di concerti finali del Love Yourself: Speak Yourself Tour nella capitale sudcoreana a ottobre 2019 hanno causato un impatto economico di circa 1 bilioni di won, tanto quanto le vendite annuali di sei imprese di media grandezza.
Il settetto ha avuto un impatto economico anche al di fuori della Corea del Sud: è stato stimato che i concerti al Wembley Stadium del 2019 abbiano generato 100 miliardi di won a Londra.
Sotto contratto come ambasciatori del turismo coreano dal 2017, hanno girato uno spot prodotto dal governo metropolitano di Seul e inciso la canzone promozionale With Seoul, che è uscita online il 6 dicembre, mentre il video musicale è divenuto disponibile il 13 dicembre. La capitale li ha ritenuti responsabili della ripresa dell'industria turistica cittadina, in sofferenza dopo la crisi diplomatica con la Cina, attirando 790.000 visitatori all'anno. Nel dicembre 2018 lo Hyundai Research Institute ha calcolato che uno straniero su tredici visitasse il Paese per loro. I tre giorni di concerti finali del Love Yourself: Speak Yourself Tour nella capitale sudcoreana a ottobre 2019 hanno attirato 187.000 visitatori stranieri. Uno studio condotto dal Ministero della cultura, dello sport e del turismo insieme all'Istituto coreano per la cultura e il turismo ha stimato che il posizionamento del loro singolo Dynamite in vetta alla Billboard Hot 100 nel settembre 2020 avrebbe avuto un effetto economico di 1,7 bilioni di won nonostante la pandemia di COVID-19 stesse rallentando il settore turistico.
L'autorità per il turismo maltese ha ritenuto l'incremento del 237% nel numero di turisti coreani nei primi cinque mesi del 2019 una diretta conseguenza del programma BTS Bon Voyage girato l'anno precedente nel Paese.

## Filantropia
Nel 2015, i BTS hanno donato 7 tonnellate di riso in beneficenza alla cerimonia di apertura della K-Star Road. Un anno dopo hanno partecipato alla campagna benefica "Let's Share the Heart" di Allets per sensibilizzare il pubblico e raccogliere fondi da destinare alla cura della cecità.

Nel gennaio 2017 i BTS e la Big Hit Entertainment hanno donato 100 milioni di won all'Associazione delle Famiglie del Sewol per una Società Vera e Sicura. Ogni membro ha partecipato con 10 milioni e la Big Hit con 30 milioni.

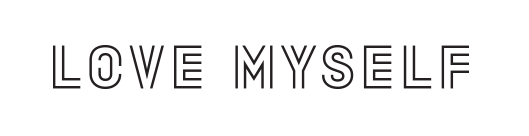
Logo della campagna dell'UNICEF "Love Myself" in collaborazione con i BTS.

Nell'ottobre 2017 è stata lanciata la campagna "Love Myself", una collaborazione tra il gruppo e l'UNICEF per sostenere il progetto contro gli abusi sui minori. La Big Hit si è impegnata a donare, nel corso dei due anni seguenti, 500 milioni di won da parte dei membri, il 3% dei ricavi della trilogia discografica Love Yourself e il 100% dei profitti derivanti dal merchandising, oltre ai proventi dei banchi per le donazioni installati dall'UNICEF. Il 24 settembre 2018 hanno partecipato alla 73ª Assemblea generale delle Nazioni Unite per il lancio dell'iniziativa "Youth 2030: The UN Youth Strategy" e la corrispondente campagna UNICEF intitolata "Generation Unlimited" per fornire educazione di qualità ai giovani. A nome del gruppo, RM ha tenuto un discorso da sei minuti in inglese sull'amare se stessi. "Love Myself" ha ricevuto l'UNICEF Inspire Award 2020 nella categoria Migliori campagne ed eventi integrati. La campagna è stata rinnovata anche per il 2021 e il 2022. Dal lancio a ottobre 2021, ha raccolto oltre 4,2 miliardi di won. I BTS e la Big Hit hanno donato 5,9 miliardi di won nei primi cinque anni della campagna.
Nel gennaio 2020, il gruppo ha reso disponibili i sette microfoni usati durante il Love Yourself World Tour per un'asta di beneficenza organizzata dai Grammy. I microfoni sono stati battuti per 83.000 dollari e i proventi donati a MusiCares, un'organizzazione non-profit che fornisce servizi di assistenza per garantire la salute e il benessere dei membri della comunità musicale. Successivamente, insieme alla loro agenzia, hanno sostenuto il movimento Black Lives Matter e contribuito alla campagna di Live Nation a favore dello staff dei concerti rimasto disoccupato a causa della pandemia di COVID-19, donando un milione di dollari ad entrambe le cause.
Il 31 gennaio 2021 Julien's Auctions ha battuto a un'asta benefica a favore di MusiCares i costumi utilizzati nel video musicale di Dynamite per 162.500 dollari; il collezionista giapponese Yūsaku Maezawa e lo YouTuber suo connazionale Hikakin sono stati gli acquirenti dei costumi. Anche gli outfit indossati nel video di Life Goes On sono stati dati in beneficenza al Grammy Museum.

## Altre attività

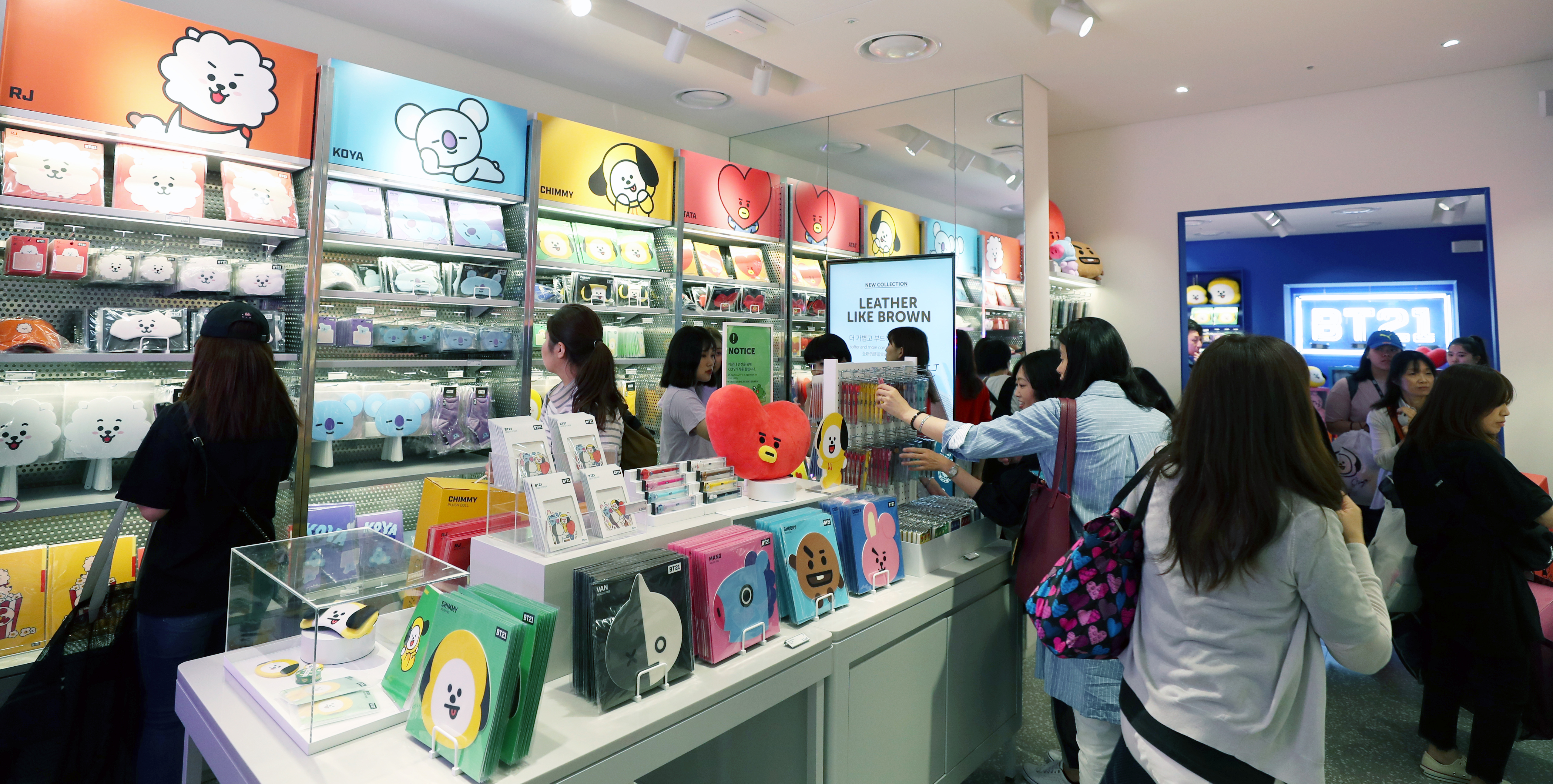
Clienti acquistano i gadget legati ai BT21 in un negozio Line del distretto di Mapo, Seul.

Nel 2015 i BTS hanno iniziato una collaborazione con Puma, promuovendone l'abbigliamento sportivo in Corea prima di diventare ambasciatori globali del marchio nel 2018 e pubblicizzare le linee "Turin" e "Sportstyle" a livello mondiale. Nell'ottobre 2019 sono diventati testimonial globali di Fila. Sono stati scelti da LG Electronics per promuovere l'LG G7 ThinQ sul mercato globale e da Hyundai Motor per i SUV Palisade nel 2019 e Nexo nel 2020. Nel 2017 hanno cominciato a lavorare come modelli per i duty free della Lotte e creato con la app di comunicazione Line una nuova linea di personaggi, i BT21, di cui è stato realizzato diverso merchandise commercializzato in negozi monomarca a Seul, Los Angeles, Hong Kong e in Giappone. Hanno stretto inoltre una collaborazione con Samsung, distribuendo una versione limitata a tema BTS del Galaxy S20+ e dei Galaxy Buds+.
Nel settore dell'intrattenimento, il gruppo ha pubblicato i webtoon Hip Hop Monster e We On: Be The Shield tramite il portale di Nate, e Save Me su Line Webtoon. Nell'industria dei giocattoli, Mattel ha creato delle bambole modellate sugli outfit usati nel video musicale di Idol, mentre Funko ha commercializzato una versione BTS dei Funko Pops. Nel campo dei videogiochi, Nexon ha pubblicato degli avatar basati sui BTS per Elsword; il gruppo ha lavorato con Dalcomsoft per lanciare il gioco per cellulare SuperStar BTS e il 26 giugno 2019 è uscito il gioco di simulazione BTS World ad opera di Netmarble Games, per il quale hanno inciso anche la colonna sonora. Nel 2020 hanno collaborato con Nexon per il design e il lancio di ventisette articoli a tema BTS nel videogioco MapleStory.
I BTS hanno fatto da testimonial alla KB Kookmin Bank, generando l'apertura di oltre 180.000 nuovi conti. Coca-Cola Korea li ha messi sotto contratto come modelli per la campagna pubblicitaria in vista dei Mondiali di calcio 2018 in Russia. Nell'ambito della cura della persona e dell'abbigliamento, dal 2016 sono sotto contratto con il produttore di divise scolastiche Smart, e hanno pubblicizzato le maschere facciali Mediheal, i prodotti di VT Cosmetics e le lenti a contatto Play/Up. La campagna BTS X VT Edition Season 2 di VT Cosmetics ha ricevuto il premio Brand communication ai Red Dot Design Award 2019.
Il 15 gennaio 2022 è iniziata la serializzazione del webtoon e webnovel 7 Fates: Chakho, in cui interpretano dei cacciatori di tigri.

### Mostre
Dal 1º all'8 dicembre 2015 al Place SAI di Seul si è tenuta la Butterfly Dream: BTS Open Media Exhibition, con foto, video e retroscena dei primi due dischi della trilogia The Most Beautiful Moment in Life.
Dal 25 agosto al 28 ottobre 2018 è stata organizzata all'Ara Art Center di Seul la mostra fotografica 2018 BTS Exhibition: 24/7=Serendipity (오,늘?, O, neulLR; lett. "Oggi"/"Cinque, sempre"), una raccolta di scatti inediti, alcuni opera degli stessi BTS, che li mostravano durante i preparativi dei loro dischi e la vita quotidiana, oltre a oggetti e ricostruzioni dei set dei video musicali. Dal 23 marzo al 23 aprile 2019 la mostra si è svolta all'Art Park di Canton in Cina, dal 7 giugno all'11 luglio al Motif Studios a New York, dall'1 al 15 agosto al The Reef a Los Angeles.
Il 14 gennaio 2020 la band ha avviato Connect, BTS, cinque mostre d'arte sul tema della diversità che si sono tenute ciascuna in una città del mondo (Londra, Parigi, Buenos Aires, New York e Seul) e che hanno visto la collaborazione di ventidue artisti tra cui Jakob Kudsk Steensen, Tomás Saraceno, Antony Gormley e Ann Veronica Janssens. Nell'agosto 2020 hanno contribuito alla mostra online "do it (around the world)" del curatore Hans Ulrich Obrist, una raccolta di creazioni fai-da-te realizzate durante la quarantena da COVID-19.
Per commemorare il loro nono anniversario sarà organizzata la mostra 2022 BTS Exhibition: Proof a Seul dal 28 settembre al 22 novembre e a Pusan dal 5 ottobre all'8 novembre 2022.

## Lascito
Vari artisti li hanno citati come fonte di ispirazione, tra cui le (G)I-dle, i D-Crunch, Euna Kim, i Wanna One, gli In2it, Kim Dong-han, i Seven O'Clock, i Noir, Sejun dei Victon, le Loona e i Newkidd.
Il loro successo sul mercato pop globale ha dato il via ad una nuova tendenza tra i gruppi coreani, con un numero crescente di idol, tra cui Monsta X e Stray Kids, che hanno iniziato a produrre la propria musica e a presentare messaggi più autentici. Sull'esempio dei BTS, alcuni artisti hanno pubblicato trilogie concettuali, costruito mondi immaginari attorno alla loro musica e mostrato maggiore propensione verso temi più oscuri, scala minore e coreografie incisive. È stato inoltre notato un cambiamento nei testi delle canzoni dei gruppi idol, che sono passati dal narrare storie d'amore all'utilizzare espressioni quali "cercare me stesso" in seguito al periodo Love Yourself dei BTS e al loro discorso alle Nazioni Unite.
Dopo l'uscita della loro canzone Idol nel 2018, il National Center for Korean Traditional Performing Arts ha dovuto ampliare la propria libreria di suoni musicali tradizionali per via dell'incremento della domanda da parte di produttori sia nazionali che stranieri.